# 모스크바 미소
모스크바 미소(Moscow Laughs, Vesyolye Rebyata)는 소련에서 제작된 그리고리 알렉산드로브 감독의 1934년 코미디, 뮤지컬 영화이다. 레오니드 유티오소프 등이 주연으로 출연하였다.

## 출연

### 주연
- 레오니드 유티오소프
- 류보프 올로바